# Gheorghe Negrea

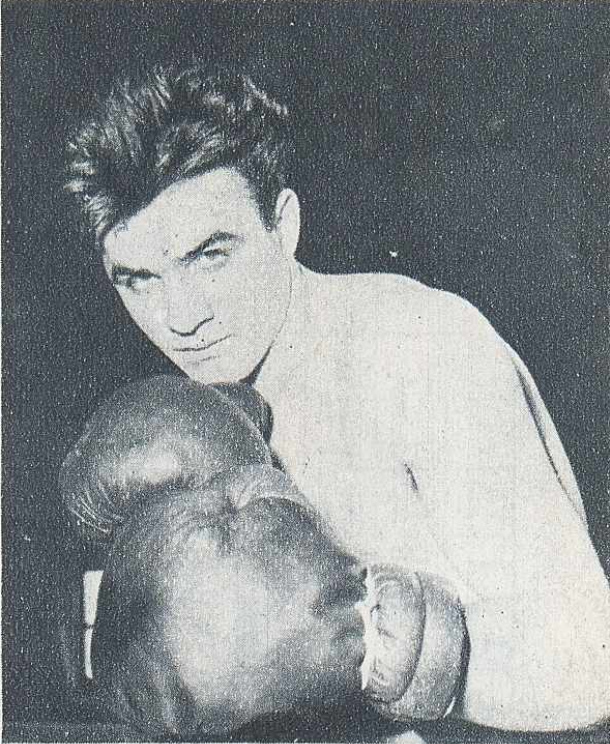
Gheorghe Negrea (1956)

Gheorghe Negrea (* 21. April 1934 in Sibiu; † 2001) war ein rumänischer Boxer. Negrea war Europameister 1957 und Silbermedaillengewinner der Europameisterschaften 1959 und 1961 und der Olympischen Spiele 1956. Außerdem war er Teilnehmer der Olympischen Spiele 1960 und 1964.

## Karriere
1956 erreichte Negrea bei den Olympischen Spielen nach Siegen über Petrus van Vuuren, Südafrika, Ottavio Panunzi, Italien, und Carlos Lucas, Chile, das Finale im Halbschwergewicht (-81 kg), welches er gegen James Boyd, USA, verlor und damit die olympische Silbermedaille gewann. Im Jahr darauf gewann er bei den Europameisterschaften die Goldmedaille. Wobei er im Finale auf Petar Stankov, Bulgarien, traf. Selbiger war auch sein Gegner im Finale der Militärmeisterschaften des Ostblocks und auch hier konnte er gewinnen. Bei den Europameisterschaften 1959 erreichte Negrea wieder das Finale, musste sich diesmal jedoch Zbigniew Pietrzykowski, Polen, geschlagen geben.
1960 gewann Negrea vor seiner zweiten Teilnahme an den Olympischen Spielen die Balkanmeisterschaften. Bei den Olympischen Spielen schied er jedoch im Viertelfinale gegen Anthony Madigan, Australien (KO 2.), aus. Im Jahr darauf verteidigte er seinen Titel bei den Militärmeisterschaften des Ostblocks und erreichte bei den Europameisterschaften wieder das Finale, welches er jedoch gegen Giulio Saraudi, Italien, verlor.
Bei seiner dritten Teilnahmen an den Olympischen Spielen im Jahr 1964 schied Negrera im ersten Kampf gegen den späteren Silbermedaillengewinner Alexei Kisseljow, Sowjetunion (5:0), aus und beendete danach seine Karriere.